# Gombaellenes gyógyszerek
A lokális vagy szisztémás gombás fertőzések (mycosisok) kezelésében használt gyógyszerek.

## Lokális

### Antiszeptikumok
chlorphenesin
hexaklorofén
klórhexidin
chlorchinaldol
karbol-fukszin
invert szappanok

### specifikus szerek
- makrolidok:

nisztatin
natamicin
candicidin
- imidazolok:

klotrimazol
mikonazol
ekonazol
bifonazol
- egyéb:

tolnaftát
ciclopirox olamin
amorolfin
undecilénsav
haloprogin

## Szisztémás
- makrolidok:

amfotericin B
- egyéb:

fluorcytozin
grizeofulvin
terbinafin
hydroxystilbamidin isothianat

### azolok
- imidazolok:

ketokonazol
- triazolok:

flukonazol
itrakonazol
vorikonazol